# Ваюхино
Ваюхино — деревня в Рузском районе Московской области, входящая в сельское поселение Колюбакинское. Население 3 человека на 2006 год. До 2006 года Ваюхино входило в состав Барынинского сельского округа
Деревня расположена в северо-восточной части района, примерно в 12 километрах на северо-восток от Рузы, на восточном берегу Озернинского водохранилища, высота центра над уровнем моря 205 м. Ближайшие населённые пункты — Барынино в 1,5 км на юго-восток, Углынь в 2,1 км на северо-восток и Михайловское — в 2 км на север.